# Chris and His Wonderful Lamp
Chris and His Wonderful Lamp er en amerikansk stumfilm fra 1917 af Alan Crosland.

## Medvirkende
- Joseph Burke som Cipher.
- Thomas Carnahan Jr. som Chris.
- William Wadsworth.
- Rolinda Bainbridge som Hulda.
- P.J. Rollow som Mr. Wagstaff.